# Đại học Missouri
Đại học Missouri (University of Missouri, thường được gọi là Mizzou hoặc MU) là một viện đại học nghiên cứu công lập tại Columbia, Missouri, Hoa Kỳ. Thành lập vào năm 1839, đây là viện đại học công lập đầu tiên ở phía tây sông Mississippi và là lá cờ đầu của hệ thống đại học của Missouri. Missouri-Columbia là viện đại học nghiên cứu lớn nhất Missouri với số lượng tuyển sinh hiện nay vượt 28.000 sinh viên đến từ khắp các hạt của Missouri, khắp các tiểu bang của Hoa Kỳ, và hơn 100 nước khác. Viện đại học cấp hơn 270 chương trình và bằng cấp từ bậc đại học, sau đại học thông qua 20 khoa và trường thành viên, và là một trong sáu viện đại học công lập duy nhất của Mỹ mà các khoa y dược, thú y và luật đặt trong cùng một khuôn viên. Ngoài ra còn được biết đến rộng rãi là các chương trình đào tạo ngành báo chí (đầu tiên trên thế giới, thành lập năm 1908), nông nghiệp và sinh học. Viện đại học là một trong 34 viện đại học công lập duy nhất của Mỹ được chọn là thành viên của "Hiệp hội các Viện Đại học Mỹ".

## Lịch sử
Vào năm 1839, Hội đồng lập pháp bang Missouri thông qua Đạo luật Geyer để thành lập quỹ cho một trường đại học của tiểu bang. Đó sẽ là đại học công lập đầu tiên phía tây sông Mississippi. Vào năm trường thành lập, người dân Columbia và hạt Boone cam kết tặng cho trường 117.921 USD tiền mặt và đất để giải tỏa năm hạt ở miền trung bang Missouri nhằm có đất để xây dựng trường. Mảnh đất mà cuối cùng trường xây dựng là phía nam khu trung tâm buôn bán của Columbia và thuộc sở hữu của James S. Rollins, người sau này được biết đến như là "Cha đẻ của trường". Đây là trường đại học công lập đầu tiên trong vùng Louisiana (được Thomas Jefferson mua lại từ Pháp) và đã được thiết kế một phần dựa trên bảng đồ án nguyên gốc của Jefferson cho Đại học Virginia. Tấm bia mộ gốc của Jefferson đã được những người thừa kế của ông tặng cho Missouri-Columbia vào tháng 7 năm 1883.

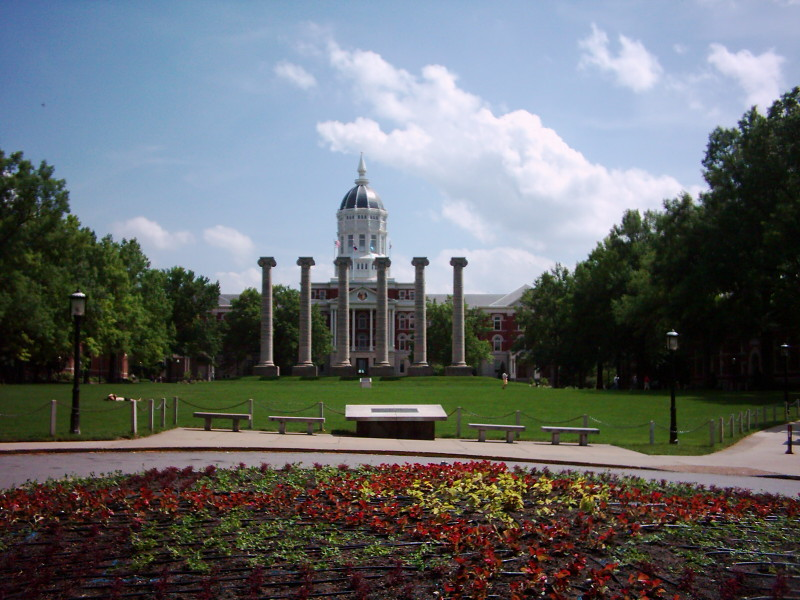
Sân trong Francis, phối cảnh với các Cột đá cũ và Jesse Hall, trước khi di chuyển vật liệu xây dựng vào khu vực này cho công trình Viện Báo chí Reynolds

Năm 1864, khi mà đang ở giữa cuộc nội chiến, ban quản trị của trường tạm hoãn việc hoạt động. Trong suốt quãng thời gian đó, cư dân Columbia đã thành lập lực lượng "vệ sỹ gia đình", lực lượng đã trở nên nổi tiếng với cái tên "Fighting Tigers of Columbia" (tạm dịch "Mãnh Hổ Columbia"). Tên này được đặt vì tính kiên định của lực lượng nhằm đánh trả bất cứ lực lượng xâm lược nào có ý định cướp bóc thành phố và ngôi trường. Sau đó, vào năm 1890, một cựu sinh viên của trường đề nghị đội bóng bầu dục mới thành lập của trường nên được gọi là "Tigers" nhằm tôn vinh những ai đã chiến đấu để bảo vệ Columbia. Các trường đại học chuyên ngành thành viên về các ngành Nông nghiệp, Thực phẩm và Tài nguyên thiên nhiên được thành lập. Năm 1888, Trạm thí nghiệm nông nghiệp Missouri mở cửa. Sự kiện này đã dẫn đến sự hoàn thành mười trung tâm và phòng nghiên cứu nông nghiệp xung quanh miền trung Missouri. Missouri-Columbia chẳng bao lâu sau cũng đã thêm vào khoa luật và y dược.

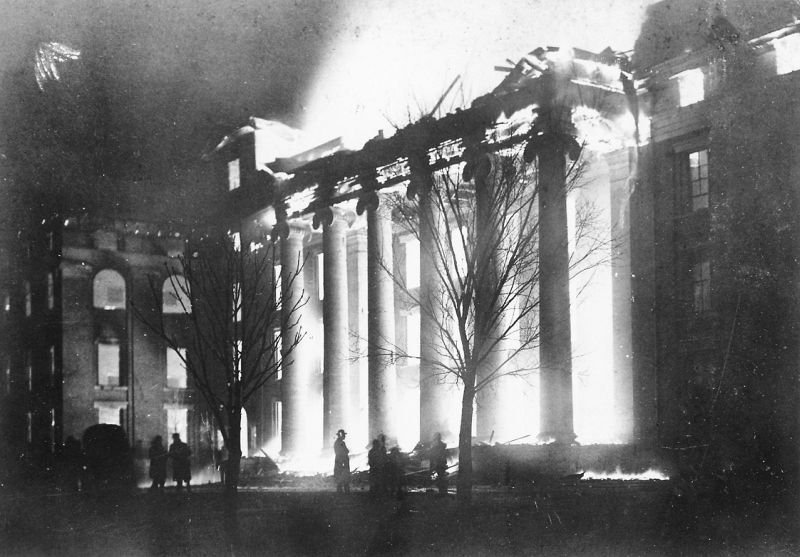
Trận hoả hoạn tại Academic Hall

Ngày 9 tháng 1 năm 1982, Academic Hall, toà nhà chính của trụ sở bị tai nạn hỏa hoạn thảm khốc mà nguyên nhân được cho là một trong những máy phát điện đầu tiên của Thomas Edison. Vụ hỏa hoạn đã làm thiêu rụi hoàn toàn toà nhà, để lại ít nhất là trên sáu cột đá theo phong cách Ionic đứng trơ trụi. Sau vụ hoả hoạn, đã có một chiến dịch nhằm chuyển trường đại học này về Sedalia; tuy nhiên Columbia đã tập hợp và ngăn chặn việc di chuyển. Những cái cột cũ vẫn còn tồn tại cho đến ngày nay đã trở thành biểu tượng của campus và hình thành nên khu trung tâm của sân trong Francis, phần cổ xưa nhất của campus. Cuối phía nam của sân trong là toà nhà thay thế cho Academic Hall, toà nhà Jesse Hall. Được xây dựng vào năm 1895, Jesse Hall là trụ sở của nhiều văn phòng quản lý của trường và của thính phòng Jesse. Khu vực xung quanh sân trong, nơi mà những toà nhà được xây dựng bằng gạch đỏ, được biết đến như "Campus đỏ". Phía đông sân trong có rất nhiều toà nhà được xây dựng vào những năm 1913 và 1914 bằng đá vôi trắng. Khu vực này được gọi là "Campus trắng". Vào năm 1908, khoa báo chí đầu tiên đã được mở tại Missouri-Columbia. Khoa trở nên nổi tiếng rộng khắp nhờ vào "phương pháp Missouri" trong việc giảng dạy. Vào năm 1911, Missouri-Columbia tổ chức lễ hội homecoming lần đầu tiên khi giám đốc ban thể thao, Chester Brewer, mời các cựu sinh viên trở về "nhà" cho một buổi đại hội, một cuộc diễu hành mang ý nghĩa tinh thần và trận đấu bóng bầu dục giữa Missouri-Columbia và Đại học Kansas. Sau Chiến tranh thế giới thứ hai, các trường đại học trong nước phát triển với một nhịp điệu phi thường và Missouri-Columbia không nằm ngoài sự phát triển đó. Sự việc có lý do một phần vì G.I. Bill đã cho phép các cựu chiến binh học ở các trường đại học với sự giúp đỡ của chính quyền liên bang.
Các sự kiện tại trường là phương tiện để xoá bỏ nạn phân biệt chủng tộc trong các trường đại học và phổ thông trên toàn nước. Vào mùa đông năm 1935, bốn học viên cao học của đại học Lincoln (Lincoln University)– một trường đại học vốn là trường dành riêng cho người Mỹ da màu từ xa xưa- cách 30miles (50 km) ở thành phố Jefferson- đã bị từ chối đơn xin vào học cao học tại các khoa ở MU. Một trong số những sinh viên này, Lloyd L.Gaines, đã đem vụ việc của anh lên Toà án tối cao Hoa Kỳ. Vào ngày 12/12/1938, trong quyết định bước ngoặt 6-2, toà án đã ra lệnh cho bang Missouri phải chấp thuận đơn xin vào học ở khoa luật của Gaines hoặc là cung cấp các điều kiện tương đương với tầm cỡ của khoa. Mặc dù vậy, Gaines đã biến mất khỏi Chicago vào ngày 19/03/1939 trong những tình tiết khả nghi. Trường đã trao tặng Gaines bằng luật danh dự quá cố cho vào tháng 5 năm 2006. Các sinh viên đại học bị phân biệt đối xử đã được hoà nhập nhờ lệnh của toà án vào năm 1950, khi mà trường buộc phải thừa nhận các cư dân Mỹ gốc Phi và học những ngành không có tại trường đại học Lincoln.
Vào năm 1963, trường đại học Missouri chính thức thêm "Columbia" vào tên trường để hợp với kế hoạch đặt tên của "hệ thống trường đại học Missouri", hệ thống vừa mới được thành lập bao gồm 4 cơ sở. Tuy nhiên vào ngày 29/11/2007, ban quản trị sau khi bỏ phiếu đã đồng thuận cho phép MU bỏ cụm từ Columbia trong tên trường trên các phương tiện truyền thông đại chứng nhằm hưởng ứng chiến dịch khởi động bởi các khoa, các nhà quản lý và các cựu sinh viên có cảm giác trường có thể bị nhận diện là một cơ sở đào tạo cấp vùng vì tên. Tên Đại học Missouri- Columbia vẫn sẽ được dùng trong công việc chính thức. Một chiến dịch đã ngủ im từ lâu nhưng đã hồi sinh khi trường Đại học Missouri-Rolla đã được cho phép đổi tên trường với những lý do tương tự.
MU có trên 240.000 cựu sinh viên tốt nghiệp trên toàn thế giới, hầu như phân nửa trong số đó tiếp tục sinh sống tại Missouri.

## Khuôn viên
MU toạ lạc tại Columbia, Missouri gần phía nam khu trung tâm buôn bán. Khuôn viên được chính quyền bang Missouri chỉ định là một khu vườn sinh thái. Khuôn viên trường có thể chia ra làm nhiều phần đáng chú như
- Campus đỏ
  - Sân David R.Francis
  - Jesse Hall
  - Switzler Hall
- Campus trắng
  - Đài tưởng niệm Union
- Khu công viên thể thao MU
  - Trung tâm Hearnes
  - Sân vận động Memorial
  - Sân Mizzou Arena
  - Sân vận động Taylor
  - Sân vận động Walton
- Công viên nghiên cứu Discovery Ridge
- Công viên nghiên cứu MU
  - Trung tâm nghiên cứu lò phản ứng trường đại học Missouri
- Campus phía đông
- Khu bệnh viện và phòng khám trường đại học Missouri
  - Bệnh viện địa phương Columbia
  - Trung tâm ung thư Ellis Fischel
  - Bệnh viện trường đại học Missouri
  - Bệnh viện cựu chiến binh Truman
- Khu công nghiệp Lemone.

## Đào tạo
Các trường thành viên:
- Trường Đại học Khai phóng và Khoa học
- Trường Đại học Giáo dục
- Trường Đại học Nông nghiệp, Thực phẩm và Tài nguyên Thiên nhiên
- Trường Luật
- Trường Y khoa
- Trường Kỹ thuật
- Trường Sau đại học
- Trường Báo chí
- Trường Kinh doanh Trulaske
- Trường Điều dưỡng Sinclair
- Trường Thú y
- Trường Công tác Xã hội
- Trường Âm nhạc
- Trường Chuyên gia Y tế
- Trường Kế toán
- Trường Tài nguyên Thiên nhiên
- Trường Đại học Khoa học Môi trường Con người
- Trường Khoa học Thông tin và Công nghệ Học tập
- Trường Hành chính công Harry S. Truman

MU là một trong sáu trường đại học công lập duy nhất sắp xếp được cho các khoa luật, y dược và thú y trong cùng một campus. Tại Missouri, MU được chỉ thị là một đại học công lập xây dựng trên đất công (cùng với đại học Lincoln), là viện nghiên cứu công lập lớn nhất, và là trường đại học duy nhất vừa là thành viên của "Hiệp hội các trường đại học châu Mỹ" vừa được chỉ định là "trung tâm nghiên cứu lớn" trong trường đại học bởi "Quỹ dành cho sự tiến bộ trong giảng dạy Carnegie". Chỉ có 34 trường đại học trong cả nước được như vậy. Trung tâm nghiên cứu lò phản ứng trường đại học Missouri toạ lạc tại Khu công viên nghiên cứu MU là viện nghiên cứu lò phản ứng trong các trường đại học lớn nhất trên toàn nước Mỹ.
Năm 1908, khoa Báo chí Missouri (thường được biết đến với cái tên "khoa J"), khoa báo chí đầu tiên trên thế giới đã được thành lập tại Columbia. Hệ thống đại học Missouri còn sở hữu và mở KOMU-TV, chi nhánh cho NBC/CW tại khu vực Columbia và lân cận thành phố Jefferson. Đó là một đài truyền hình thương mại đầy bản lĩnh và còn là một phòng thực tập cho các sinh viên báo chí. Khoa Báo chí MU còn thành lập báo "Columbia Missourian" (tạm dịch " Người Missouri ở Columbia"). Đây là tờ báo đã rèn luyện cho sinh viên các kỹ năng trong việc viết phóng sự, biên tập và thiết kế một phòng tin dưới sự quản lý của những biên tập viên chuyên nghiệp.

## Thể thao

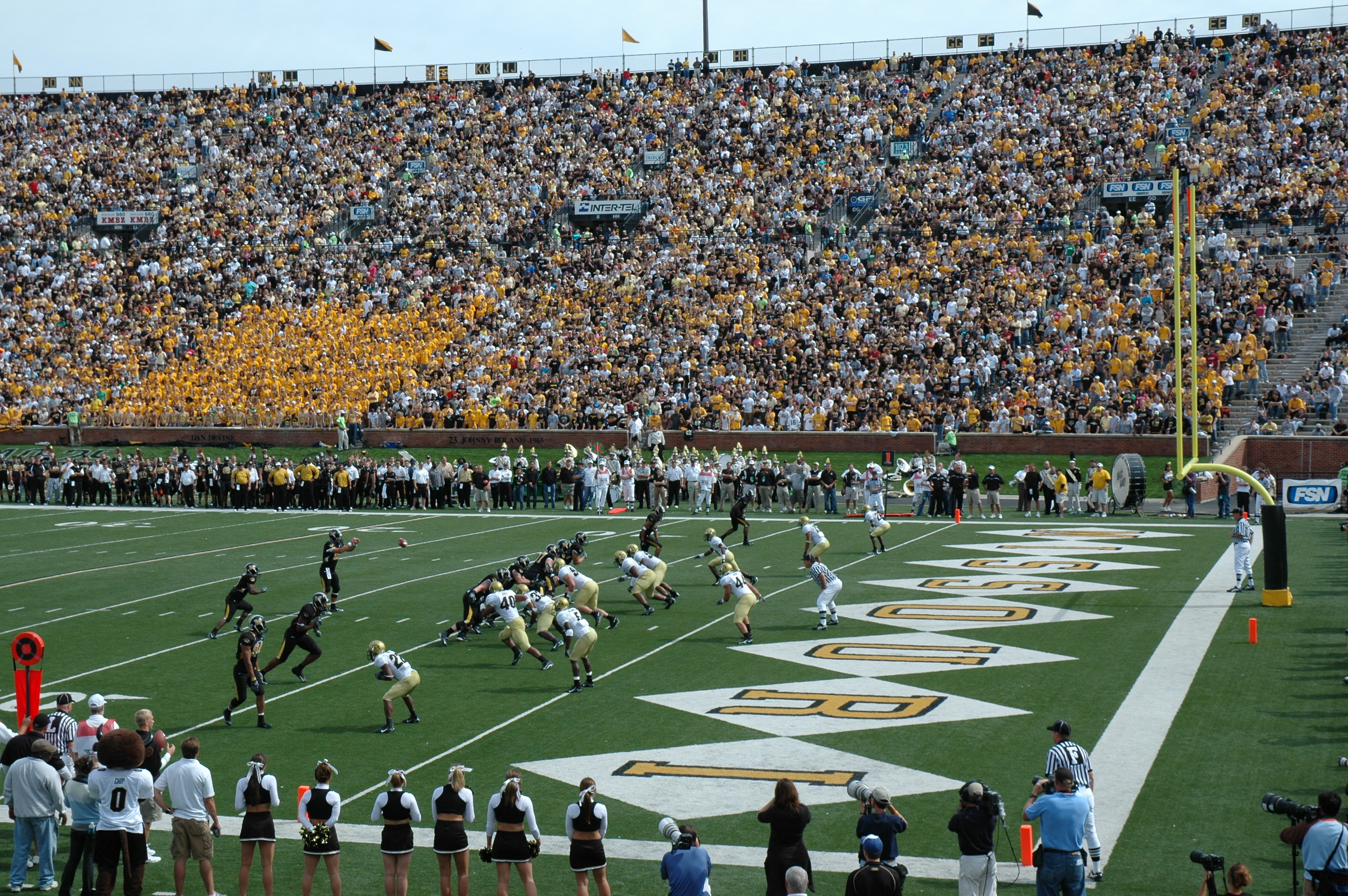
Sân Faurot khi đang thi đấu

Missouri Tigers là thành viên của Big 12 Conference. Mizzou là trường duy nhất trong tiểu bang mà tất cả các câu lạc bộ thể thao đều thi đấu trong hệ thống NCAA Division I, giải thể thao các trường đại học hạng cao nhất của Mỹ. Màu áo thi đấu là đen và vàng xỉn. Các đội tuyển bao gồm tuyển nam và nữ của các môn bóng rổ, bóng chày, chạy băng đồng, bóng bầu dục, golf, thể dục dụng cụ, lacrosse, bơi lội và nhảy cầu, bóng mềm, bơi lội, điền kinh, tennis, bóng chuyền, bóng đá nữ và vật. Cựu huấn luyện viên bóng bầu dục Dan Devine giữ kỷ lục về số trận thắng ở mặt sân cỏ. Ngoài ra cựu huấn luyện viên và cựu sinh viên Norm Stewart giữ kỷ lục về số trận thắng trên mặt sân cứng. Huấn luyện viên đương nhiệm đội bóng rổ nam là Mike Anderson. Gary Pinkel là huấn luyện viên đương nhiệm tuyển bóng bầu dục. Huấn luyện viên các đội tuyển khác là Stepanie Priesmeyer (huấn luyện viên đội tuyển golf nữ). Mark Leroux (huấn luyện viên đội tuyển golf nam), Tim Jamieson (huấn luyện viên đội tuyển bóng chày), Ehren Earleywine (huấn luyện viên đội tuyển bóng mềm), Jare Wilmes (huấn luyện viên đội tuyển chạy băng đồng), Brian Hoffer (huấn luyện viên đội tuyển bơi lội và nhảy cầu nam), Rick McGuire (huấn luyện viên đội tuyển điền kinh), Brian Smith (huấn luyện viên đội tuyển vật), Rob Drass(huấn luyện viên đội tuyển thể dục dụng cụ), Bryan Blitz huấn luyện viên đội tuyển bóng đá), Blake Starkey (huấn luyện viên đội tuyển tennis) và Wayne Kreklow (huấn luyện viên đội tuyển bóng chuyền)
Những trận đấu bóng bầu dục của MU thi đấu trên sân Faurot thuộc SVĐ Memorial. Được xây dựng vào năm 1926, svđ có sức chứa chính thức là 68.349 và có một chữ "M" rộng gần 100 ft ở cuối sân theo hướng bắc. Các trận đấu bóng rổ được thi đấu tại sân Mizzou Arena, nằm gần phía nam sân bóng bầu dục. Hearness Center tổ chức các trận đấu bóng rổ từ năm 1972 cho đến năm 2004 và vẫn được sử dụng cho các môn thể thao khác cũng như các sự kiện của trường.
Linh vật chính thức của các tuyển thể thao Missouri Tigers là hổ Truman, được sáng tác vào ngày 19/09/1986. Tên Truman được đặt sau một cuộc thi đặt tên trên toàn campus với sự kính trọng dành cho vị tổng thống Mỹ duy nhất của tiểu bang Missouri, Harry S.Truman. Trước đó MU có 2 linh vật, một con giống đực và một con giống cái, tuy nhiên cả hai đều không có tên. Truman được chọn là "Linh vật đẹp nhất trên toàn nước Mỹ" lần thứ hai, sau một cuộc thi quốc gia vào năm 2004.
Ngày nay, Truman có thể thấy qua việc ca ngợi đội Tigers và hoà lẫn với các cổ động viên trong các sự kiện thể thao cũng như chiến dịch cổ động, buổi họp mặt hội cựu sinh viên và những ngay cả trong những cuộc trò chuyện về các trường trong khu vực Columbia.
Ngày 24 tháng 11 năm 2007, tuyển bóng bầu dục Mizzou thi đấu với kình địch lớn nhất của mình, đại học Kansas (KU).Vào thời điểm đó, KU đang xếp hạng 2 và MU xếp hạng 4. Kết quả MU thắng KU với tỷ số 36-28. Ngày hôm sau MU đã được xếp hạng 1 cả nước lần thứ hai (lần đầu vào ngày 14/11/1960). Ngày 1 tháng 12 năm 2007, tuyển bóng bầu dục Mizzou đánh mất chức vô địch Big 12 vào tay Oklahoma tại San Antonio, Texas với tỷ số 38-17, mất cơ hội tranh chức vô địch quốc gia và quyền thi đấu tại giải Bowl Championship Series. Đội đã thi đấu vào ngày 01/01/2008 tại Dallas, Texas và thắng Arkansas Razorbacks với tỷ số 38-7.

## Sinh hoạt tại campus

### Câu lạc bộ kiểu Hy Lạp
MU là nơi sinh của một trong những hệ thống câu lạc bộ kiểu Hy Lạp cổ xưa nhất và lớn nhất trong cả nước. Trường là nơi sinh chưông đầu tiên trong lịch sử xu61t hiện một hội nam sinh quốc gia được thành lập tại một trường đại học công lập phía tây sông Mississippi và hội nam sinh đầu tiên phía tây sông Mississippi. Hiện nay có hơn 70 câu lạc bộ Ký tự Hy Lạp còn hoạt động tại trường

### Sinh hoạt địa phương
| Dobbs Area - Jones Hall (Mizzou)\|Jones Hall]] (1957) - Lathrop Hall (1957) - Laws Hall (1957) - North Hall (2006) - Center Hall (2006) - South Hall (Mizzou)\|South Hall (2006) |  | Bingham/Mark Twain Area - College Avenue Hall (2006) - Mark Twain Hall (1965) - McDavid Hall (1956) - Hatch Hall (1962) - Schurz Hall (1962) |  | Pershing/Johnston/Wolpers Area - Cramer Hall (1947) - Defoe Hall (1939) - Graham Hall (1947) - Stafford Hall (1947) - Johnston Hall (1947) - Wolpers Hall (1963) |  | Rollins/Virginia Avenue Area - Discovery Hall (2004) - Excellence Hall (2004) - Responsibility Hall (2004) - Respect Hall (2004) - Gillett Hall (1965) - Hudson Hall (1965) |

## Truyền thống

### Alma Mater

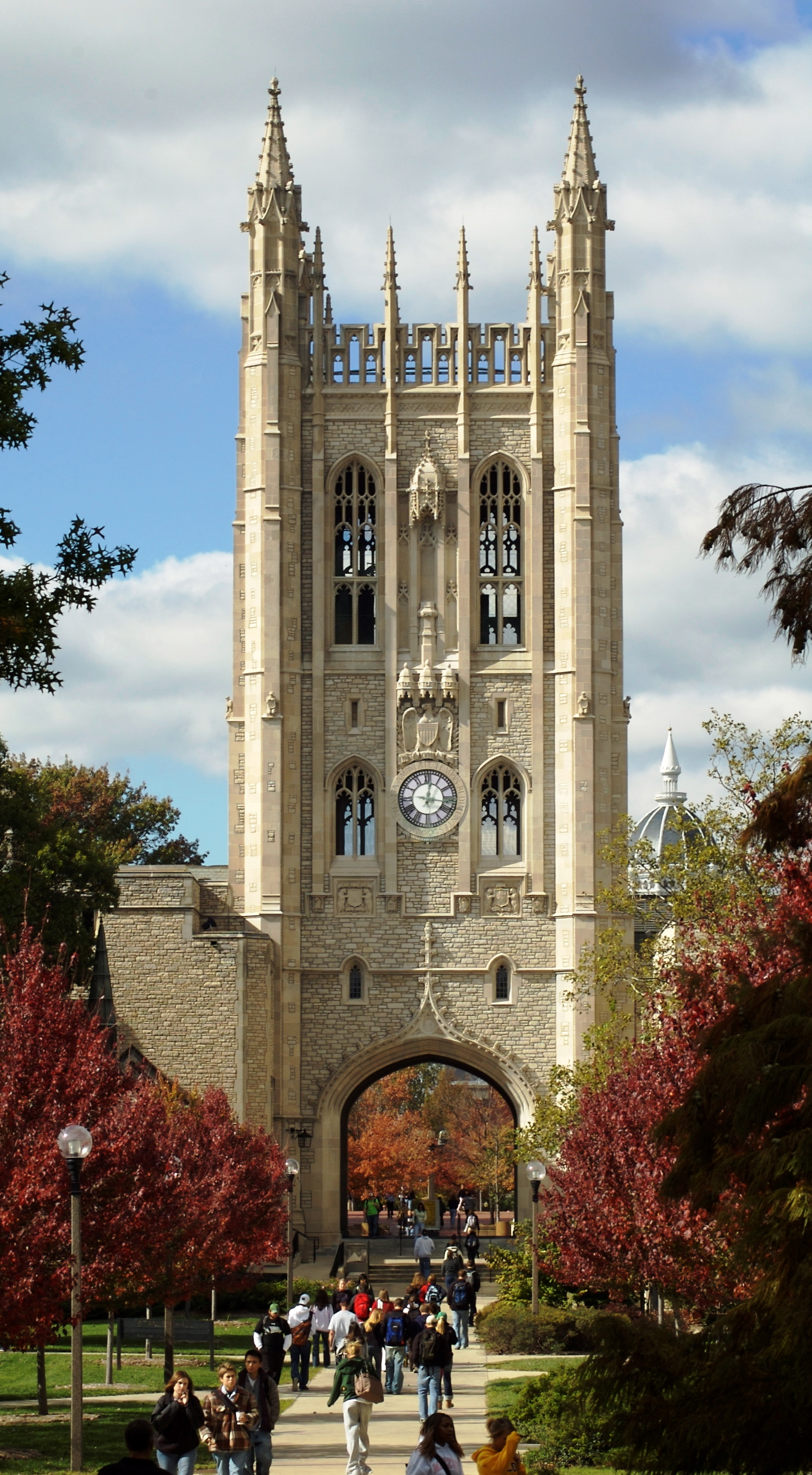
Ngọn tháp đài tưởng niệm Union

Điệu alma mater của trường có tên gọi là "Old Missouri". Nó được viết vào năm 1895 và được hát theo điệu Annie Lisle và có 2 phiên khúc. Trước và sau mỗi sự kiện thể thao, đôi khi chỉ hát phiên khúc đầu. Phiên khúc thứ nhất và thứ hai thường được hát vào các ngày hướng nghiệp, kễ tốt nghiệp và phát bằng và tại các lễ của " Hiệp hội cựu sinh viên Mizzou".

### Lễ hội homecoming
MU được cho là nơi đã khai sinh ra truyền thống của lễ hội Homecoming tại Mỹ. Đây là lễ hội thường được tổ chức tại các trường đại học, cao đẳng và trung học trong cả nước. Truyền thống bắt đầu vào năm 1911 khi giám đốc ban thể thao Chester L.Brewer mời các cựu sinh viên về thăm "nhà" trường cho trận đấu lớn môn bóng bầu dục với KU. Một cuộc tập hợp và diễu hành tinh thần đã được lên kế hoạch như lễ chào mừng cáccựu sinh viên về thăm trường. Lễ hội homecoming của MU được "Ủy ban tài trợ cho sự tiến bộ và hỗ trợ giáo dục" mệnh danh là lễ hội homecoming tuyệt nhất trong cả nước và là hình mẫu của chường trình lễ hội homecoming. Từ năm 1999, việc phát động lễ hội homecoming là lớn nhất trong cả nước (theo sách Kỷ lục Guinness)

### Tap Day
Tap Day là lễ hội mùa xuân thường niên mà tại đó các thành viên của hội nữ sinh kínsẽ xuất hiện. Các hội nữ sinh tham gia là QEBH, Mystical Seven, LSV, Omicrom Delta Kappa, Mortar Board và Rollins Society. Buổi lễ được tổ chức lần đầu vào năm 1927 và diễn ra tại khu vực những cột đá cũ của sân trong Francis Quadrangle

## Giảng viên nổi tiếng
- Albert Lewin đạo diễn và sản xuất điện ảnh
- George Caleb Bingham, họa sĩ Mỹ
- Frank O. Bowman III, luật gia, học giả nổi tiếng trong giới công tố viên Liên bang
- Henry C. Dethloff, nhà sử học, tác giả nhiều sách với các thể loại khác nhau, từng giảng dạy tại Đại học Texas A&M (tiếng Anh: Texas A&M University)
- Carl Esbeck, luật gia
- Don Faurot, bóng bầu dục, sáng chế phương pháp Split-T
- William Least Heat-Moon, tác giả quyển Blue Highways, một tác phẩm kinh điển về hệ thống nghi lễ tôn giáo, đồng thời tác giả của nhiều tiểu thuyết khác
- Dennis R. Heldman, nhà khoa học thực phẩm
- Steve Hofmann, nhà toán học, tham gia giải " Ước đoán Kato) (tiếng Anh: Kato’s Conjecture) (1988-)
- Sergei Kopeikin, nhà vật lý học, hướng dẫn một thí nghiệm được công chúng biết đến nhằm đo tốc độ của trọng lực (2000–)
- Barbara McClintock, tiên phong trong lĩnh vực di truyền học (1936–1941)
- Charles Griffith Ross, thư ký Ban phát ngôn của Nhà Trắng
- Ernie and Lotti Sears, (vợ và chồng) cùng làm việc về di truyền học thực vật. Cả hai tiên phong trong việc chuyển đổi những gen mạnh từ các loài cùng họ hoang dã cho cây lúa mì nhà nhằm tăng cường khả năng chống của lúa mì với các loại sâu bọ và bệnh dịch khác nhau[21]. Những điều kiện để cây này mọc dễ dàng như tại campus ở trường được đặt theo tên học.[22]
- Frank Stack, họa sĩ hoạt hình Mỹ
- Lewis Stadler, di truyền học, trình bày những thí nghiệm đầu tiên về tác động của tia X lên việc sản xuất những đột biến sinh học trên bắp
- Zbylut Twardowski, nhà nghiên cứu và tiên phong trong lĩnh vực thẩm tách thận
- Thorstein Veblen, nhà xã hội học và kinh tế, tác giả quyển The Theory of the Leisure Class (1911–1918)
- Walter Williams, thành lập khoa báo chí đầu tiên trên toàn thế giới, tác giả quyển Journalist's Creed
- Phil Bengtson huấn luyện viên trưởng đội Green Bay Packers
- Jerry Berndt huấn luyện viên bóng bầu dục
- Chester Brewer huấn luyện viên bóng bầu dục
- Frank Broyles giám đốc thể thao
- William Duane Benton thẩm phán liên bang
- Philemon Bliss đại biểu Quốc hội bang Ohio
- James William Abert nhà thám hiểm
- Edgar Allen người tìm ra estrogen
- Leonard Blumenthal nhà toán học
- Rick Brandenburg nhà từ nguyên học
- Wayne Brekhus nhà nghiên cứu vấn đề tính dục
- John Hodges chuyên gia sức khoẻ tâm thần

### Chủ tịch và hiệu trưởng
Trước khi hệ thống Đại học Missouri ra đời vào năm 1963,, vị trí chủ tịch hơi giống vị trí hiệu trưởng của cơ sở Columbia. Có 14 chủ tịch trước khi hệ thống được thành lập và từ đó đến nay có thêm 7 vị nữa
Jonh Lathrop là người duy nhất trong số các chủ tịch và hiệu trưởng có 2 nhiệm kỳ không liên tiếp nhau
Chủ tịch, 1841–1963
1. John Hiram Lathrop (1841–1849)
2. James Shannon (1850–1856)
3. William Wilson Hudson (1856–1859)
4. Benjamin Blake Minor (1860–1862)
5. John Hiram Lathrop (1865–1866)
6. Daniel Read (1866–1876)
7. Samuel Spahr Laws (1876–1889)
8. Richard Henry Jesse (1891–1908)
9. A. Ross Hill (1908–1921)
10. John Carleton Jones (1922–1923)
11. Stratton Brooks (1923–1930)
12. Walter Williams (1931–1935)
13. Frederick Middlebush (1935–1954)
14. Elmer Ellis† (1955–1963)

† Elmer Ellis trở thành Chủ tịch của Hệ thống đại học Missouri ngay khi thành lập và tại nhiệm cho đến 1966
Chancellors, 1963–nay
1. John W. Schwada (1964–1970)
2. Herbert W. Schooling (1971–1978)
3. Barbara S. Uehling (1978–1987)
4. Haskell Monroe (1987–1993)
5. Charles Kiesler (1993–1996)
6. Richard Wallace (1997–2004)
7. Brady Deaton (2004–nay)

## Những người nổi tiếng từng học tại đây
1. Brad Pitt: actor and producer
2. James Lee Burke:  Pulitzer-nominated author, two-time Edgar Award winner
3. John Hamm: actor
4. Cal Fussman: New York Times Bestselling Author

## Điểm tham quan
- Vườn ươm McAlester
- Vườn sinh thái Mizzou
- Bia mộ Thomas Jefferson
- Jesse Hall
- Đài tưởng niêm Union
- Sân trong David R. Francis

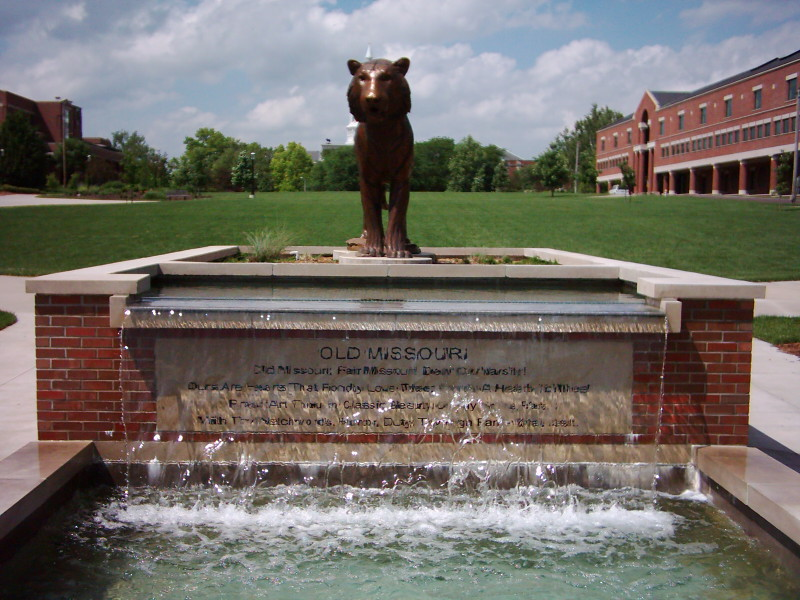
Bồn nước và bức tượng Tiger Plaza toạ lạc tại sân trong Mel Carnahal (phía nam)

- Sân trong Mel Carnahan (Tiger Plaza)
- Trung tâm giải trí dành cho sinh viên (Được tạp chí Sport Illustrated bình chọn tốt nhất trong cả nước- 2005/06)